# Адмірал Горшков (фрегат)
Фрегат «Адмірал флоту Радянського Союзу Горшков» — російський фрегат з керованим ракетним озброєнням дальної дії, який входить до складу 43-ї дивізії ракетних кораблів Північного флоту Росії, що дислокована у м. Сєвєроморську. Корабель названий на честь Героя Радянського Союзу Сергія Горшкова.

## Дизайн
Фрегат типу «Адмірал Горшков» є спадкоємцем фрегатів типу «Неустрашимий» і «Кривак». На відміну від своїх попередників радянських часів, нові кораблі призначені для декількох цілей. Вони мають бути здатні наносити удари на великі відстані, вести протичовнову боротьбу та виконувати місії з їх супроводу.

## Історія
Будівництво фрегата було розпочате 1 лютого 2006 року. 
29 жовтня 2010 року фрегат був спущений на воду і очікувалось, що він стане частиною ВМФ Росії. Втім дату введення в експлуатацію відкладали декілька разів через проблеми з діставкою головної корабельної гармати, пожежею в двигуні та випробуванням корабельного комплексу протиповітряної оборони «Полімент-Редут». 
У січні 2015 року стало відомо, що двигун фрегата згорів через збій системи управління під час першого етапу ходових випробувань. 

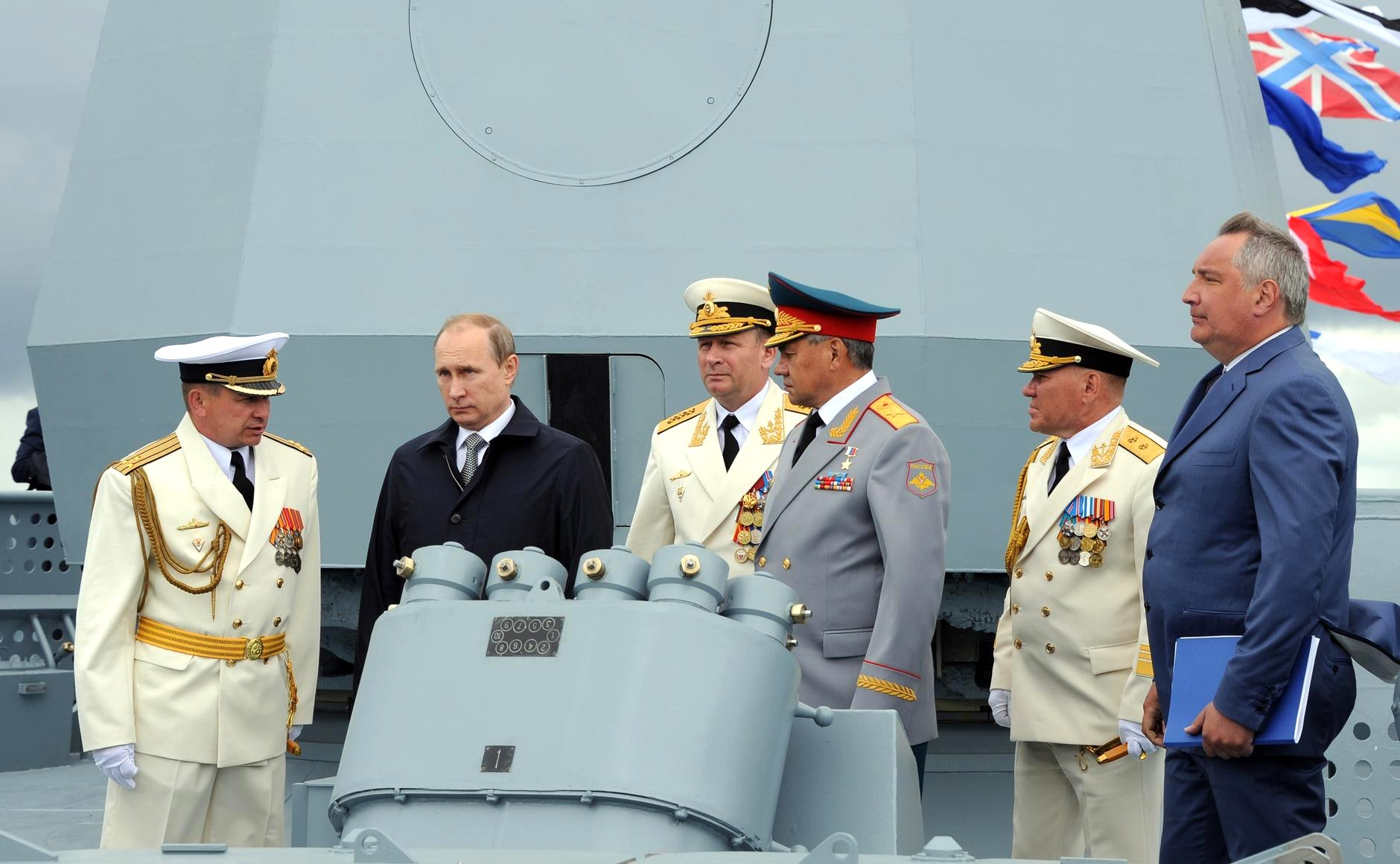
Президент РФ В. Путін, міністр оборони С. Шойгу, головком ВМФ В. Чирков і командувач БФ В. Кравчук на борту фрегата. 26 липня 2015 року

28 липня 2018 року фрегат офіційно увійшов до складу Північного флоту Росії. 
З 26 лютого по 19 серпня 2019 року фрегат здійснював перший у своїй історії далекий морський похід — навколосвітнє плавання протяжністю 35 тис. морських миль, під час якого пройшов Суецький і Панамський канали і перетнув екватор. За результатами бойової підготовки фрегат визнаний найкращим кораблем Північного флоту за підсумками 2019 року. 
У січні 2020 року з фрегату було здійснено запуск гіперзвукової ракети 3М22 «Циркон» з акваторії Баренцевого моря. Це був перший випадок, коли ракета "Циркон" була випущена із військово-морського судна. Додаткові запуски ракети  відбулися в жовтні, листопаді і грудні. Усі випробування пройшли успішно.
19 лютого 2021 року «Адмірал Горшков» увійшов у Баренцеве море для проведення навчань. Разом з буксиром «Алтай» він проводив навчання проти підводних човнів і протиповітряної оборони. 24 березня фрегат увійшов у Баренцове море та запустив ракету «Онікс» у супроводі криголама «Ілля Муромець», судна постачання «Ельбрус» і буксира МБ-110, а також гідрографічних суден «Ромуальд Муклевич» , Микола Скосирєв, Олександр Макорта та протидиверсійним кораблем «Валерій Федянін», що  також діяв у Баренцевому морі.
28 травня 2022 року було здійснено успішний запуск ракети «Циркон» з фрегата по цілі в Баренцевому морі, розташованої на відстані в 1000 км.
31 липня 2022 року Путін заявив, що «Адмірал Горшков» стане першим кораблем, який отримає ядерні ракети із швидкістю польоту 12 тис. км/год.
4 січня 2023 року, фрегат «Адмірал Горшков» вийшов у море на бойову службу та згідно повідомлень ЗМІ, він прямує у напрямку США. Шлях фрегата пролягатиме через Атлантичний, Індійський океани та Середземне море, а під час походу корабель відпрацює застосування так званих гіперзвукових ракет "Циркон".
25 січня 2023 року Міноборони РФ повідомляло, що екіпаж фрегата, який діє в районах західної частини Атлантичного океану, "провів вчення із застосування гіперзвукової ракетної зброї способом комп'ютерного моделювання"
В лютому 2023 року він представляв російську сторону в спільних морських навчаннях за участю Росії, ПАР і Китаю.